# Vườn quốc gia Cape Le Grand
Vườn quốc gia Cape Le Grand là một vườn quốc gia ở Tây Úc, Úc.